# توماس جورج جونستون
توماس جورج جونستون هو سياسي كندي، ولد في 4 أغسطس 1849 في كندا، وتوفي في 4 يوليو 1905. حزبياً، نشط في الحزب الليبرالي الكندي. وقد انتخب عضو مجلس العموم الكندي.